# Highwood, Illinois
Highwood är en stad (city) i Lake County, i delstaten Illinois, USA. Enligt United States Census Bureau har staden en folkmängd på 5 426 invånare (2011) och en landarea på 1,8 km².